# Palatul Rimanóczy Sr.
Imobil de raport, amplasat pe o parcelă pe colț (Str. Parcul Traian Nr. 1, colț cu Republicii), clădirea datează din anul 1905. Proiectul aparține arhitectului Kálmán Rimanóczy (fiul), care astfel își trece în palmares încă un gen de abordare stilistică, completându-și portofoliul eclectic al realizărilor sale din Oradea.
Fațada dinspre strada Republicii este tratată într-un mod mai impozant. De inspirație gotic-venețiană, la etajul al doilea o loggia centrală compartimentată conferă monumentalitate și totodată acel aer peninsular atât de familiar orașului în urmă cu un secol. Colțul e marcat de două balcoane, cel mai de jos cu balustradă de piatră, cel superior cu balustradă de fier.